# Bongcheon-dong
Bongcheon hoặc Bongcheon-dong là một phường của quận Gwanak, Seoul, Hàn Quốc. Tên của nó có nghĩa là "giữ gìn thiên đường" nó có nguồn gốc từ vị trí của nó, kéo dài đến dãy núi. Nó gồm 9 khu hành chính. Văn phòng quận Gwanak nằm ở Bongcheon.

## Phân cấp hành chính
Tính đến tháng 9 năm 2008, có 9 phường (dong) ở Bongcheon.
"Bongsari" = Bongcheon Sageori
| Tên         | Hangul | Hanja  |
| ----------- | ------ | ------ |
| Euncheon    | 은천   | 殷川   |
| Seonghyeon  | 성현   | 成賢   |
| Cheongnyong | 청룡   | 靑龍   |
| Boramae     | 보라매 |        |
| Cheongnim   | 청림   | 靑林   |
| Haengun     | 행운   | 幸運   |
| Nakseongdae | 낙성대 | 落星垈 |
| Jungang     | 중앙   | 中央   |
| Inheon      | 인헌   | 仁憲   |

## Liên kết
- Trang chủ Lưu trữ ngày 29 tháng 6 năm 2007 tại Wayback Machine
- Bản đồ vùng Lưu trữ ngày 5 tháng 7 năm 2007 tại Wayback Machine tại trang chính thức